# Nicolas Bonilauri
Nicolas Bonilauri és un director de cinema i guionista francès, conegut per La Volante (2015) i de Camping sauvage (2005).

## Biografia
Nicolas Bonilauri va ingressar a l'École nationale supérieure d'arts de Paris-Cergy on va estudiar dibuix, escultura i fotografia durant 3 anys. El 1993, va ingressar a la Universitat París 8. Vincennes - Saint-Denis per obtenir un màster.
Els llargmetratges de Nicolas Bonilauri es fan amb un altre director, Christophe Ali. Aquests dos directors van treballar junts en cadascun dels seus llargmetratges, Le Rat (2001), Camping sauvage (2005) i La Volante (2015).
Nicolas Bonilauri i Christophe Ali es van conèixer en un cinema local, el Cinema Jean Vigo de Gennevilliers, quan eren projeccionista. També van estudiar junts a la Universitat de París VIII al departament de Cinema on es retroben. Aleshores van començar a dirigir junts els seus primers curtmetratges, O (1994), Le Souffle court (1995), El otro Barrio (1996) i Domingo (1998). Aquest serà l'inici d'una llarga col·laboració que continuarà amb la producció del seu primer llargmetratge, Le Rat (2001). En aquesta ocasió es va crear la productora Le Rat qui rit el 1999.

## Filmografia

### Curtmetratges
- 1994 : O (productor, guionista i director). Premi Jove Creador Télérama
- 1995 : Le souffle court (productor, guionista i director)
- 1996 : El otro barrio (guionista i director)
- 1998 : Domingo (productor, guionista i director). Série, trois pilotes
- 2008 : Anna t'aime (productor, guionista i director)

### Llargmetratges
- 2001 : Le Rat (guionista i director)
- 2005 : Camping sauvage (guionista i director)[4]
- 2015 : La Volante (guionista i director)